# Света Јелена, Асенсион и Тристан да Куња
Света Јелена, Асенсион и Тристан да Куња (енгл. Saint Helena, Ascension and Tristan da Cunha) је прекоморска територија Уједињеног Краљевства у Атлантском океану, на пола пута између Африке и Јужне Америке. До 1. септембра 2009. звала се територија Света Јелена и поседи а од усвајања новог Устава сва три острва имају једнак статус у територији.

## Административна подела
| 1 |        |  | Света Јелена                             | Џејмстаун           | 122 | 4.534 |   |   |
| 2 |        |  | Асенсион                                 | Џорџтаун            | 91  | 806   |   |   |
| 3 |        |  | Тристан да Куња                          | Единбург Седам Мора | 207 | 293   |   |   |
|   | Укупно |  |                                          |                     |     |       |   |   |
| - |        |  | Света Јелена, Асенсион и Тристан да Куња | Џејмстаун           | 420 | 5.633 | — | — |